# Nikita Drozdov
Bản mẫu:Eastern Slavic name
Nikita Yuryevich Drozdov (tiếng Nga: Никита Юрьевич Дроздов; sinh ngày 21 tháng 4 năm 1992) là một tiền vệ bóng đá người Nga thi đấu cho Shinnik Yaroslavl.

## Sự nghiệp câu lạc bộ
Anh có màn ra mắt tại Russian Second Division cho FC Sakhalin Yuzhno-Sakhalinsk vào ngày 15 tháng 7 năm 2012 trong trận đấu với FC Baikal Irkutsk.

## Đời sống cá nhân
Anh là con trai của Yuri Drozdov.